# Monopsyllus paradoxus
Monopsyllus paradoxus är en loppart som beskrevs av Scalon 1950. Monopsyllus paradoxus ingår i släktet Monopsyllus och familjen fågelloppor. Inga underarter finns listade i Catalogue of Life.